# 愛爾蘭的呼喚
愛爾蘭的呼喚（英語：Ireland's Call）是一首菲尔·库尔特創作的歌曲，現今主要用在代表爱尔兰岛參賽的體育隊伍作為代表隊歌曲，尤其是愛爾蘭國家橄欖球隊的比賽，首次使用是1995年世界盃橄欖球賽。由於愛爾蘭國家橄欖球隊包括了北愛爾蘭部份，採用愛爾蘭國歌戰士之歌並不合適，因此選用此歌作為代表。